# Invasion! (Legends of Tomorrow)
Invasion! es el séptimo episodio de la segunda temporada y vigésimo tercer episodio a lo largo de la serie estadounidense de drama y ciencia ficción Legends of Tomorrow. El episodio fue escrito por Phil Klemmer y Marc Guggenheim basados en la historia de Greg Berlanti y dirigido por Gregory Smith. Se trata además de la cuarta (y última) parte de un crossover entre Supergirl, The Flash, Arrow y Legends of Tomorrow. Fue estrenado el 1 de diciembre de 2016 por la cadena The CW.
Tras descubrir el plan de los Dominators para destruir el mundo, las Leyendas deben trabajar junto a Flash, Supergirl y Flecha Verde para detenerlos definitivamente. Por otra parte, Stein descubre una forma para destruir a los extraterrestres invasores pero se distrae cuando se entera de que él mismo creó una aberración en 1987.

## Argumento
Tras rescatar a Green Arrow, White Canary, Spartan y ATOM de la base Dominator y dejar a Thea en casa, Barry les comunica que la nueva presidenta los citó en una base. Green Arrow le dice en secreto a Kara que prefiere que ella se minimice en el asunto, pues los asuntos alienígenas son algo que él simplemente no puede manejar, lo que deja a Kara enojada. Oliver sugiere atrapar a uno de los aliens para buscar información. Nate propone viajar a Oregon, 1951, para secuestrar a uno de ellos, luego de ver las grabaciones que Lyla le mostró a Barry previamente. Steel, Heatwave y Vixen viajan junto con Cisco y Felicity, pero estos dos se quedan en la nave. Mientras tanto, Stein decide crear un aparato que pueda aturdir a los extraterrestres. Martin se muestra distante con su nueva hija, Lily, quien demuestra tener el mismo interés y capacidades de su padre por la ciencia. El profesor le revela la verdad a Caitlin, sobre que interactuó con su versión más joven del 87 y lo impulsó a tener un hijo. Caitlin teme porque Stein trate de regresar en el tiempo y borrar a su hija.
En 1951, las leyendas llegan en medio de la Guerra Fría, donde aparecen los Dominators de esa época. Una vez todos menos un alien se han ido, las leyendas vencen con facilidad al alien, pero todos son secuestrados por el gobierno. Cisco y Felicity salen de la nave y los rescatan. Al escuchar los gritos de dolor del Dominator, deciden ayudarlo para demostrarles que no son una amenaza como ellos creían. Una vez el alien se va, Cisco roba un comunicador para poder contactarse con él.
En el 2016, Flash, Green Arrow, White Canary y ATOM son recibidos por el Agente Smith, quien resultó ser el mismo que ordenó la captura y experimentación de las leyendas y el extraterrestre. Los héroes acaban con sus pistoleros, y Barry le pregunta por qué los atacan. Smith responde que la razón por la que los aliens se fueron fue porque no hallaron ninguna amenaza en ese entonces, pero cuando Flash creó Flashpoint, los extraterrestres vieron eso como una señal de amenaza. Smith les dice que si Barry se entrega pacíficamente a los Dominators, ellos dejarán en paz la Tierra.
Cuando la Waverider regresa al presente, Cisco llama al alien que rescataron. El extraterrestre decide perdonar a la raza humana y meta humana, menos a Flash por razones ya mencionadas. También les explica que a no ser que Barry se niegue a entregarse, ellos desatarán una bomba galáctica que destruirá a todos los meta humanos. Nate y Cisco tratan de comunicarse otra vez con las proyecciones de Vibe, solo para darse cuenta de que se metieron con la historia, pues de no haber ido, los aliens hubieran quitado su vista de la Tierra. Vibe empatiza con Flash sobre cometer errores por viajar en el tiempo.
Stein se ve obligado a relacionarse con su hija, y así, juntos logran crear pequeños dispositivos que aturdiría el sistema nervioso de los Dominators. Por otro lado, Barry ante todos decide entregarse, pues cree que es el único modo de arreglar el asunto, sin embargo, Oliver y Rory le hacen ver que no está solo, y que sus amigos y aliados lucharán a su lado contra los Dominadores. Jax les informa que las naves que aterrizaron en todo el mundo, incluyendo la de Central City.
En una azotea, los superhéroes enfrentan a los Dominadores, mientras Sara y Cisco tratan de detener la bomba anti-meta humanos. Flash y Supergirl recorren todo el país con sus supervelocidades para ponerles a los Dominadores los dispositivos de Stein. Firestorm se coloca encima de la bomba y trata de transmutarla, pero no funciona por ser muy grande. Stein le suplica a Jax hacerlo por su hija, lo que provoca suficiente coraje en él para convertir la bomba en muchos hectolitros de agua potable. Felicity activa los dispositivos y no solo los de Estados Unidos, sino que los Dominators de todo el mundo abandonan la Tierra.
En la bodega de los STAR Labs, la nueva presidenta ofrece un reconocimiento a todos los héroes que defendieron la Tierra. Una vez ida la prensa, los héroes, en sus vestuarios como humanos, celebran su reciente victoria. Kara les dice a Barry y Oliver que todos ellos han probado ser los héroes más poderosos del planeta, y que le agrada la idea que en ese universo, existan más de dos superhéroes, a diferencia del suyo, donde tan solo son ella y Superman. Oliver se disculpa con ella por hacerla a un lado, lo que termina con ambos reconociendo que vendría bien un Green Arrow en la Tierra-38 y una Supergirl en Tierra-1. Kara habla con la presidenta, y la persuade de relocalizar al agente Smith a la Antártica. Stein le suplica a Jax no decirle al resto del equipo sobre la aberración que creó en el 87, es decir. su hija.
Kara usa un dispositivo que Cisco le da para poder comunicarse y viajar a Tierra-1. Una vez que las leyendas regresan a la Waverider y se van, Diggle perdona a Barry por lo sucedido del Flashpoint.
La escena termina con Barry y Oliver, los héroes con quienes todo empezó. Ambos comparten una cerveza mientras charlan sobre que ambos vieron sus vidas normales, las cuales eran felices, pero no plenas. El episodio termina con ellos dos brindando por lo anormal y lo pleno.

## Elenco
- Victor Garber como Martin Stein/Firestorm.
- Brandon Routh como Ray Palmer/Atom.
- Caity Lotz como Sara Lance/Canario Blanco.
- Franz Drameh como Jefferson "Jax" Jackson/Firestorm.
- Maisie Richardson-Sellers como Amaya Jiwe/Vixen.
- Amy Pemberton como Gideon.
- Nick Zano como Nate Heywood/Citizen Steel.
- Dominic Purcell como Mick Rory/Heat Wave.

## Continuidad
- Este episodio es la cuarta y última parte de un crossover entre Supergirl, The Flash, Arrow y Legends of Tomorrow, siendo Medusa la primera parte, Invasion! (Flash) la segunda, e Invasion! (Arrow) la tercera.
- La raza extraterrestre conocida como los Dominators invaden la Tierra.[4]
- Supergirl es formalmente introducida en el Arrowverso.

## Desarrollo

### Producción
La producción de este episodio se llevó a cabo del 16 al 26 de septiembre de 2016.

### Filmación
El episodio fue filmado del 27 de septiembre al 12 de octubre de 2016.